# Anna Maria Nilsson
Anna Maria Nilsson (Östersund, 1983. május 13. –) svéd sílövő. 2000-ben kezdett el foglalkozni a sílövészettel. Nemzetközi szinten, a felnőttek mezőnyében 2002-ben mutatkozott be. A világkupán, rendszeresen a 2006/2007-es szezontól kezdődően volt jelen. Legjobb eredménye két hatodik helyezés, melyeket a 2006/2007-es szezonban érte el egyéniben illetve sprintben a szlovéniai Pokljukában.
Világbajnokságon 2005-ben indult először, az oroszországi Hanti-Manszijszkban megrendezett vegyes váltó viadalon. Legjobb eredménye egy ötödik helyezés Phjongcshangbol, melyet a svéd váltó tagjaként könyvelhetett el.
Indult a 2010-es olimpián, Vancouverben, ahol a svéd váltó tagjaként elért ötödik pozíció volt a legjobb eredménye.

## Eredményei

### Olimpia
| Év   | Olimpia   | Versenyszám | Versenyszám | Versenyszám   | Versenyszám | Versenyszám | Versenyszám |
| Év   | Olimpia   | Egyéni      | Sprint      | Üldözőverseny | Tömegrajtos | Váltó       |             |
| ---- | --------- | ----------- | ----------- | ------------- | ----------- | ----------- | ----------- |
| 2010 | Vancouver | 24          | 16          | 47            | 28          | 5           |             |

### Világbajnokság
| Év   | Világbajnokság     | Versenyszám | Versenyszám | Versenyszám   | Versenyszám | Versenyszám | Versenyszám  | Versenyszám |
| Év   | Világbajnokság     | Egyéni      | Sprint      | Üldözőverseny | Tömegrajtos | Váltó       | Vegyes váltó |             |
| ---- | ------------------ | ----------- | ----------- | ------------- | ----------- | ----------- | ------------ | ----------- |
| 2005 | Hanti-Manszijszk   | ----        | ----        | ----          | ----        | ----        | 13           |             |
| 2007 | Antholz-Anterselva | 21          | ----        | ----          | ----        | ----        | ----         |             |
| 2008 | Östersund          | 27          | 28          | 34            | ----        | 8           | ----         |             |
| 2009 | Phjongcshang       | 70          | 49          | 43            | ----        | 5           | ----         |             |

### Világkupa
| Helyezés | 68 | 34 | 59 | 48 |

| 2007/08    | | | Hochfilzen Váltó                                                                                      |
| 2008/09    | | Ruhpolding Váltó                                                                                      | |
| 2009/10    | Ruhpolding Váltó                                                                                      | | Hochfilzen Váltó                                                                                      |
| 2010/11    | Oberhof Váltó                                                                                         | Antholz-Anterselva Váltó                                                                              | |
| 2011/12    | | Östersund Egyéni                                                                                      | |
| Összesítés | Egyéni: 0 Sprint: 0 Üldözőverseny: 0 Tömegrajtos: 0 Váltó: 2 Vegyes váltó: 0 ------------ Összesen: 2 | Egyéni: 1 Sprint: 0 Üldözőverseny: 0 Tömegrajtos: 0 Váltó: 2 Vegyes váltó: 0 ------------ Összesen: 3 | Egyéni: 0 Sprint: 0 Üldözőverseny: 0 Tömegrajtos: 0 Váltó: 2 Vegyes váltó: 0 ------------ Összesen: 2 |